# تومي بريستون
تومي بريستون (بالإنجليزية: Tommy Preston)‏ (3 أكتوبر 1932 بإدنبرة في المملكة المتحدة - 16 أبريل 2015 بإدنبرة في المملكة المتحدة) هو لاعب كرة قدم بريطاني في مركزي مهاجم داخلي والهجوم. لعب مع نادي سانت ميرين ونادي هيبرنيان.

## وصلات خارجية
- تومي بريستون على موقع قاعدة بيانات كرة القدم.إي يو (الإنجليزية)